# Hemberg
Hemberg est une ancienne commune et une localité de la commune de Neckertal, située dans la circonscription électorale saint-galloise du Toggenburg, en Suisse.

## Étymologie
Le village d'Hemberg doit son nom au Hemberg, montagne du canton de Saint-Gall séparant les bassins versants de la Thur et du Necker.

## Géographie

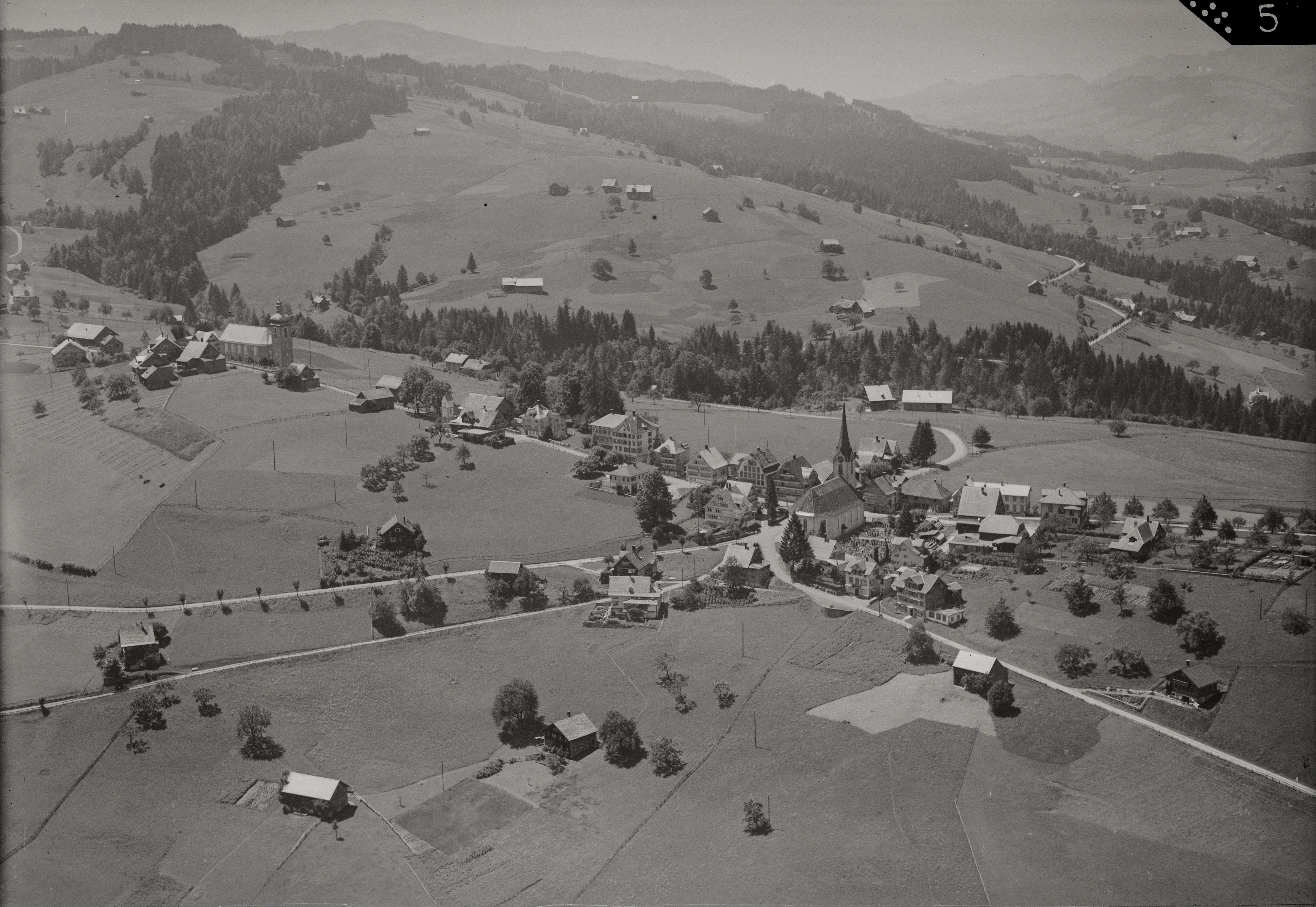
Photo aérienne (1947)

Le village de Hemberg est arrosée par le Necker, un affluent de la Thur. D'une superficie de 20 km2, dont 5 de forêts, la commune s'étend de 709 à 1 139 mètres d'altitude pour son point le plus haut, le sommet de l'Obere Barenegg.

## Histoire
Il est fait mention de ce village dès 878. La Réforme protestante y est introduite par Johannes Dörig en 1522, en 1526 le village est paritaire. Les deux confessions officient dans le même lieu du culte jusqu'à la construction d'un temple protestant en 1779 et d'une église catholique en 1782. Le tissage et la broderie apportent de l'activité et une augmentation de la population à partir du XVIIIe siècle. Le recul du filage et du tissage engendre un recul économique et démographique dans la seconde moitié du XIXe siècle. Au XXe siècle, ce déclin est atténué par le tourisme et notamment le ski de fond.
Depuis le 1er janvier 2023, les communes d'Hemberg et d'Oberhelfenschwil ont été intégrées à celle de Neckertal.

## Démographie
En 1836, il est fait mention de 280 maisons et environ 2 000 habitants. Par la suite, les recensements font état respectivement de 1 882 habitants en 1827, 1 813 en 1850, 1 348 en 1900, 1 003 en 1950 et 944 en 2000.

## Monuments et curiosités
Hemberg est un village de montagne dans une situation pittoresque. Son église paroissiale Saint-Jean-Baptiste et Saint-André fut fondée en 1214. La nef et le chœur ont été construits en 1781-82 par Ferdinand Beer. Substructure médiévale du clocher, bulbe et lanterneau baroques.
L'église réformée, construite en 1779 par Johann Jakob Haltiner, est composée d'une nef avec clocher frontal. À l'intérieur, stucs et galerie Louis XVI.
À Schwanzbrugg, maison datée de 1776 présentant une façade à pignon avec peintures rococo.